# Паметни град
Паметни град је технолошки модерно урбано подручје које користи различите врсте електронских метода и сензора за прикупљање специфичних података. Информације добијене из тих података користе се за ефикасно управљање имовином, ресурсима и услугама; заузврат, ти подаци се користе за побољшање пословања широм града. Ово укључује податке прикупљене од грађана, уређаја, зграда и имовине који се обрађују и анализирају ради праћења и управљања саобраћајним и транспортним системима, електрана, комуналних предузећа, градског шумарства,> водоводних мрежа, отпада, кривичних истрага, информација системи, школе, библиотеке, болнице и друге услуге у заједници. У паметним градовима, дељење података није ограничено на сам град, већ укључује и предузећа, грађане и друге треће стране које могу имати користи од различитих употреба тих података. Дељење података из различитих система и сектора ствара могућности за веће разумевање и економске користи.
Концепт паметног града интегрише информациону и комуникациону технологију и различите физичке уређаје повезане на мрежу Интернета ствари ради оптимизације ефикасности градских операција и услуга и повезивања са грађанима. ИКТ се користи за побољшање квалитета, перформанси и интерактивности урбаних услуга, за смањење трошкова и потрошње ресурса и за повећање контакта између грађана и владе.

## Терминологија
Концепт паметног града је аморфан и не постоји заједничко разумевање опште прихваћене дефиниције онога што појам обухвата.  Дикин и Ал Веар наводе четири фактора који доприносе дефиницији паметног града:
1. Примена широког спектра електронских и дигиталних технологија у заједницама и градовима.
2. Употреба ИКТ за трансформацију животног и радног окружења у региону.
3. Уграђивање таквих информационих и комуникационих технологија у владине системе.
4. Територијализација пракси која спаја ИКТ и људе како би се побољшале иновације и знање које они нуде.

Дикин дефинише паметан град као онај који користи ИКТ да би задовољио захтеве тржишта (грађана града), и наводи да је укључење заједнице у процес неопходно за паметан град. Паметан град би тако био град који не само да поседује ИКТ технологију у одређеним областима, већ је и имплементирао ову технологију на начин који позитивно утиче на локалну заједницу.

## Карактеристике
Предложено је да паметни град (такође заједница, пословни кластер, урбана агломерација или регион) користи информационе технологије да:
1. Ефикасније користите физичку инфраструктуру (путеве, изграђено окружење и друга физичка средства) кроз вештачку интелигенцију и анализу података како бисте подржали снажан и здрав економски, друштвени и културни развој.[10]
2. Ефикасно се ангажовати са локалном управом[11] коришћењем процеса отворених иновација и е-партиципације, побољшавајући колективну интелигенцију градских институција кроз е-управу, са нагласком на учешће грађана и заједнички дизајн.[12][13]
3. Учите, прилагођавајте се и иновирајте и на тај начин ефикасније и брже реагујте на променљиве околности побољшањем интелигенције града.[13]

Ови облици интелигенције у паметним градовима демонстрирани су на три начина:
1. Интелигенција оркестрације: где градови успостављају институције и решавају проблеме засноване на заједници и сарађују, као што је у Блекли парку, где је нацистичка Енигма шифра декодирана од стране тима предвођеног Аланом Тјурингом. Ово се спомиње као први пример паметног града или интелигентне заједнице.[14]Блекли Парк се често сматра првом паметном заједницом.
2. Интелигенција за оснаживање: градови обезбеђују отворене платформе, експерименталне објекте и паметну градску инфраструктуру у циљу груписања иновација у одређеним окрузима. Они се могу видети у научном граду Киста у Стокхолму и Сајберпорт зони у Хонг Конгу. Слични објекти су такође успостављени у Мелбурну и Кијеву.[15]
3. Интелигенција за инструменте: где је градска инфраструктура направљена паметном кроз прикупљање података у реалном времену, са анализом и предиктивним моделирањем у градским четвртима. Постоји много контроверзи око овога, посебно у вези са питањима надзора у паметним градовима. Примери инструментационе интелигенције су они који се примењују у Амстердаму.[16]

## Оквири
Стварање, интеграција и усвајање способности паметних градова захтевају јединствен скуп оквира за реализацију фокусних области могућности и иновација које су централне за пројекте паметних градова. Оквири се могу поделити у 5 главних димензија које укључују бројне повезане категорије развоја паметних градова:

### Технолошки оквир
Паметан град се у великој мери ослања на примену технологије. Различите комбинације технолошке инфраструктуре у интеракцији формирају низ технологија паметних градова са различитим нивоима интеракције између људи и технолошких система.
- Дигитално: Инфраструктура оријентисана на услуге је потребна за повезивање појединаца и уређаја у паметном граду. То укључује услуге иновација и комуникациону инфраструктуру. Јованоф, Г. С. и Хазапис, Г. Н. дефинишу дигитални град као „повезану заједницу која комбинује инфраструктуру широкопојасне комуникације; флексибилну, сервисно оријентисану рачунарску инфраструктуру засновану на стандардима отворене индустрије; и иновативне услуге које задовољавају потребе влада и њихових запослених, грађана и предузећа.“[19]
- Интелигентни: Когнитивне технологије, као што су вештачка интелигенција и машинско учење, могу се обучити на подацима које генеришу повезани градски уређаји да би се идентификовали обрасци. Ефикасност и утицај одређених политичких одлука могу се квантификовати когнитивним системима који проучавају континуиране интеракције људи са њиховим урбаним окружењем.[20]
- Свеприсутан: Свеприсутни град пружа приступ јавним услугама преко било ког повезаног уређаја. У-град је продужетак концепта дигиталног града због објекта у смислу приступачности свакој инфраструктури.[21]
- Жичани: Физичке компоненте ИТ система су кључне за развој паметног града у раној фази. Жичана инфраструктура је неопходна да би се подржале ИоТ и бежичне технологије које су централне за међусобно повезанији живот.[22] Жичано градско окружење пружа општи приступ дигиталној и физичкој инфраструктури која се стално ажурира. Најновије у телекомуникацијама, роботици, Интернету ствари и разним повезаним технологијама могу се затим применити да подрже људски капитал и продуктивност.[23][24]
- Хибрид: Хибридни град је комбинација физичке конурбације и виртуелног града повезаног са физичким простором. Овај однос може бити виртуелни дизајн или присуство критичне масе учесника виртуелне заједнице у физичком урбаном простору. Хибридни простори могу послужити за реализацију пројеката будуће државе за услуге паметних градова и интеграцију.[25]
- Информациони град: Мноштво интерактивних уређаја у паметном граду генерише велику количину података. Начин на који се те информације тумаче и чувају је од кључног значаја за раст и безбедност паметног града.[26]

### Људски оквир
Иницијативе паметних градова имају мерљиве позитивне утицаје на квалитет живота његових грађана и посетилаца. Људски оквир паметног града – његова економија, мреже знања и системи људске подршке – важан је показатељ његовог успеха.
- Креативност: Уметничке и културне иницијативе су уобичајена фокусна подручја у планирању паметних градова.[29][30] Иновација је повезана са интелектуалном радозналошћу и креативношћу, а различити пројекти су показали да радници знања учествују у разноликој мешавини културних и уметничких активности.[31][32]
- Учење: Пошто је мобилност кључна област развоја паметних градова, неопходна је изградња способне радне снаге кроз образовне иницијативе.[28] Капацитет за учење града укључује његов образовни систем, укључујући доступну обуку и подршку радне снаге, и његов културни развој и размену.[33]
- Хуманост: Бројни програми паметних градова фокусирају се на развој меке инфраструктуре, као што је повећање приступа добровољним организацијама и одређеним сигурним зонама.[34] Овај фокус на друштвени и релациони капитал значи да је различитост, инклузија и свеприсутан приступ јавним услугама укључени у планирање града.[24]
- Знање: Развој економије знања је кључан за пројекте паметних градова.[35] Паметни градови који желе да буду чворишта економске активности у новим технолошким и услужним секторима наглашавају вредност иновација у развоју градова.[24]

### Институционални оквир
Према Мари Анне Мосер од 1990-их, покрет паметних заједница се обликовао као стратегија за проширење базе корисника укључених у ИТ. Чланови ових заједница су људи који деле своје интересе и раде у партнерству са владом и другим институционалним организацијама како би подстакли коришћење ИТ-а за побољшање квалитета свакодневног живота као последицу различитих погоршања у свакодневним активностима. Џон М. Егер је рекао да паметна заједница доноси свесну и договорену одлуку да примени технологију као катализатор за решавање својих друштвених и пословних потреба. Веома је важно схватити да би ова употреба ИТ-а и последично побољшање могли бити захтевнији без институционалне помоћи; заиста институционална укљученост је кључна за успех иницијатива паметне заједнице. Поново је Мосер објаснила да „изградња и планирање паметне заједнице тежи паметном расту“; паметан раст је од суштинског значаја за партнерство између грађанских и институционалних организација да реагују на погоршање трендова у свакодневним питањима као што су загушења у саобраћају, претрпаност школа и загађење ваздуха.

### Енергетски оквир
Паметни градови користе податке и технологију да би створили ефикасност, побољшали одрживост, створили економски развој и побољшали факторе квалитета живота људи који живе и раде у граду. Можда ће бити потребно да се интегришу различити скупови података да би се створила паметна енергетска инфраструктура. Формалније, паметни град је: „Урбано подручје које има безбедно интегрисану технологију преко сектора информација и Интернета ствари (ИоТ) ради бољег управљања имовином града.“ Примена паметних технологија омогућава ефикасније коришћење паметних технологија. Примена интегрисаних енергетских технологија у граду, омогућавајући развој самоодрживих подручја или чак дистрикта позитивне енергије који производе више енергије него што их троше.
Паметан град се покреће „паметним везама“ за различите ставке као што су улична расвета, паметне зграде, дистрибуирани енергетски ресурси (ДЕР), аналитика података и паметан транспорт. Међу овим стварима, енергија је најважнија; због тога комунална предузећа играју кључну улогу у паметним градовима. Електричне компаније, радна партнерства са градским званичницима, технолошким компанијама и низом других институција, су међу главним играчима који су помогли да се убрза раст америчких паметних градова.

### Управљање подацима
Паметни градови користе комбинацију технологија прикупљања, обраде и дистрибуције података у спрези са мрежним и рачунарским технологијама и мерама безбедности и приватности података, подстичући примену иновација за промовисање укупног квалитета живота својих грађана и покривајући димензије које укључују: комуналне услуге, здравствене, транспортне, забавне и државне услуге.

## Путоказ
Мапа пута паметног града састоји се од четири/три (прва је прелиминарна провера) главне компоненте:
1. Дефинишите тачно шта је заједница: можда та дефиниција може условити оно што радите у наредним корацима; односи се на географију, везе између градова и села и токове људи између њих; можда – чак – да у неким земљама дефиниција града/заједнице која је наведена не одговара ефективно ономе што се – у ствари – дешава у стварном животу.
2. Проучите заједницу: Пре него што одлучимо да изградимо паметан град, прво морамо да знамо зашто. То се може урадити утврђивањем користи од такве иницијативе. Проучите заједницу да бисте упознали грађане, потребе предузећа – упознајте грађане и јединствене атрибуте заједнице, као што су старост грађана, њихово образовање, хобији и атракције града.
3. Развити политику паметног града: Развити политику за покретање иницијатива, где се могу дефинисати улоге, одговорности, циљеви. Креирајте планове и стратегије о томе како ће се циљеви постићи.
4. Ангажовање грађана: Ово се може урадити ангажовањем грађана кроз коришћење иницијатива е-управе, отворених података, спортских догађаја итд.

Укратко, људи, процеси и технологија (ППТ) су три принципа успеха иницијативе за паметни град. Градови морају проучавати своје грађане и заједнице, познавати процесе, покретаче пословања, креирати политике и циљеве како би задовољили потребе грађана. Затим, технологија се може имплементирати како би се задовољиле потребе грађана, како би се побољшао квалитет живота и створиле реалне економске могућности. Ово захтева холистички прилагођени приступ који узима у обзир градске културе, дугорочно планирање града и локалне прописе.
Било да се побољша безбедност, отпорност, одрживост, гужва у саобраћају, јавна безбедност или градске услуге, свака заједница може имати различите разлоге због којих жели да буде паметна. Али све паметне заједнице деле заједничке атрибуте—и све их покрећу паметне везе и паметнија енергетска инфраструктура наше индустрије. Паметна мрежа је темељни део у изградњи паметне заједнице.
— Пет Винсент-Колан, председник Едисон Електрик Института и председник и извршни директор ПНМ Ресурса.